# Neu-Westend (metropolitana di Berlino)
La stazione di Neu-Westend è una stazione della metropolitana di Berlino, sulla linea U2. È posta sotto tutela monumentale (Denkmalschutz).

## Storia
La stazione di Neu-Westend si trova sulla tratta fra le stazioni di Theodor-Heuss-Platz e di Olympia-Stadion, entrata in servizio l'8 giugno 1913, ma utilizzata solo nel caso di manifestazioni sportive.
La stazione di Neu-Westend fu costruita "al rustico", ma non ultimata, in attesa dello sviluppo del quartiere residenziale circostante; essa venne aperta il 20 maggio 1922, e contemporaneamente la tratta iniziò ad essere servita regolarmente dai treni.
In origine la stazione aveva un'unica uscita, su Steubenplatz; nel 1935 ne venne aggiunta una seconda, sulla Olympische Straße, utile per le folle dirette allo Stadio Olimpico, per le quali la stazione di Olympia-Stadion risultava talvolta insufficiente.
Nel 1987 la stazione venne rinnovata, montando alle pareti dei grandi pannelli verdi.

## Strutture e impianti
Si tratta di una stazione sotterranea, con due binari serviti da una banchina centrale ad isola.
L'ingresso esterno su Steubenplatz è una struttura monumentale in pietra, progettata da Friedrich Gerlach, che in origine ornava la stazione di Nollendorfplatz della metropolitana di Schöneberg.